# Świstun (zwyczajny)
Świstun zwyczajny, świstun (Mareca penelope) – gatunek średniej wielkości wędrownego ptaka wodnego z rodziny kaczkowatych (Anatidae). Nie wyróżnia się podgatunków.

## Występowanie
Zamieszkuje północną Eurazję. Wędrowny, zimuje w południowej i zachodniej Europie, północnej, wschodniej i środkowej Afryce, południowej Azji i Ameryce Północnej. Przeloty w marcu–kwietniu i wrześniu–listopadzie.
W Polsce skrajnie nielicznie lęgowy, na granicy wymarcia – w XXI wieku stwierdzono tylko dwa lęgi – w 2009 i 2010 roku. W pierwszej połowie XX wieku gniazdował głównie nad jeziorami Mazur i na Pomorzu; pod koniec wieku znano go już tylko z pojedynczych stanowisk w dolinach Biebrzy i Narwi, pojedyncze pary spotykano też na stawach rybnych w innych częściach kraju. Nielicznie zimuje, w latach 2013–2018 liczebność populacji zimującej na terenie Polski szacowano na co najmniej 60–2460 osobników.

## Morfologia
WyglądŚwistuny mają krótki dziób i okrągłe głowy z wypukłym czołem. Samiec w szacie godowej – czoło i wierzch głowy kremowy, boki głowy i szyja kasztanowordzawe, wierzch i boki ciała popielate z poprzecznym, falistym biało-czarnym prążkowaniem. Najniższa część szyi, wole i pierś różowopopielate, czarne podogonie, zielone lusterko z czarną otoczką na skrzydle, dziób niebieski. Na złożonych skrzydłach widać biały podłużny pas, który zmienia się w szeroką plamę, gdy je rozwinie. Samiec w szacie spoczynkowej ma głowę, szyję, wole i boki ciemnobrązowe. Na głowie i szyi gęsto ułożone jaśniejsze plamki. Wierzch czarnawy, rudawa pierś oraz białe pokrywy skrzydłowe i spód ciała.
Samica w szacie godowej ubarwiona mniej jaskrawo, ogólnie brązowa lub brązowoszara z licznymi, drobnymi ciemnymi plamkami. Ma na skrzydłach szarą dużą plamę i czarne mieniące się na zielono lusterko. Ubarwienie letnie obu płci podobne (samiec nieco jaskrawszy) z jasnym paskiem pod skrzydłami. Młode ubarwione podobnie jak samica w okresie godowym.
Wymiary średnie
długość ciała 44–51 cm
długość skrzydła 22–27 cm
rozpiętość skrzydeł 75–86 cm
masa ciała: samce 600–1000 g, samice 500–800 g

## Ekologia i zachowanie

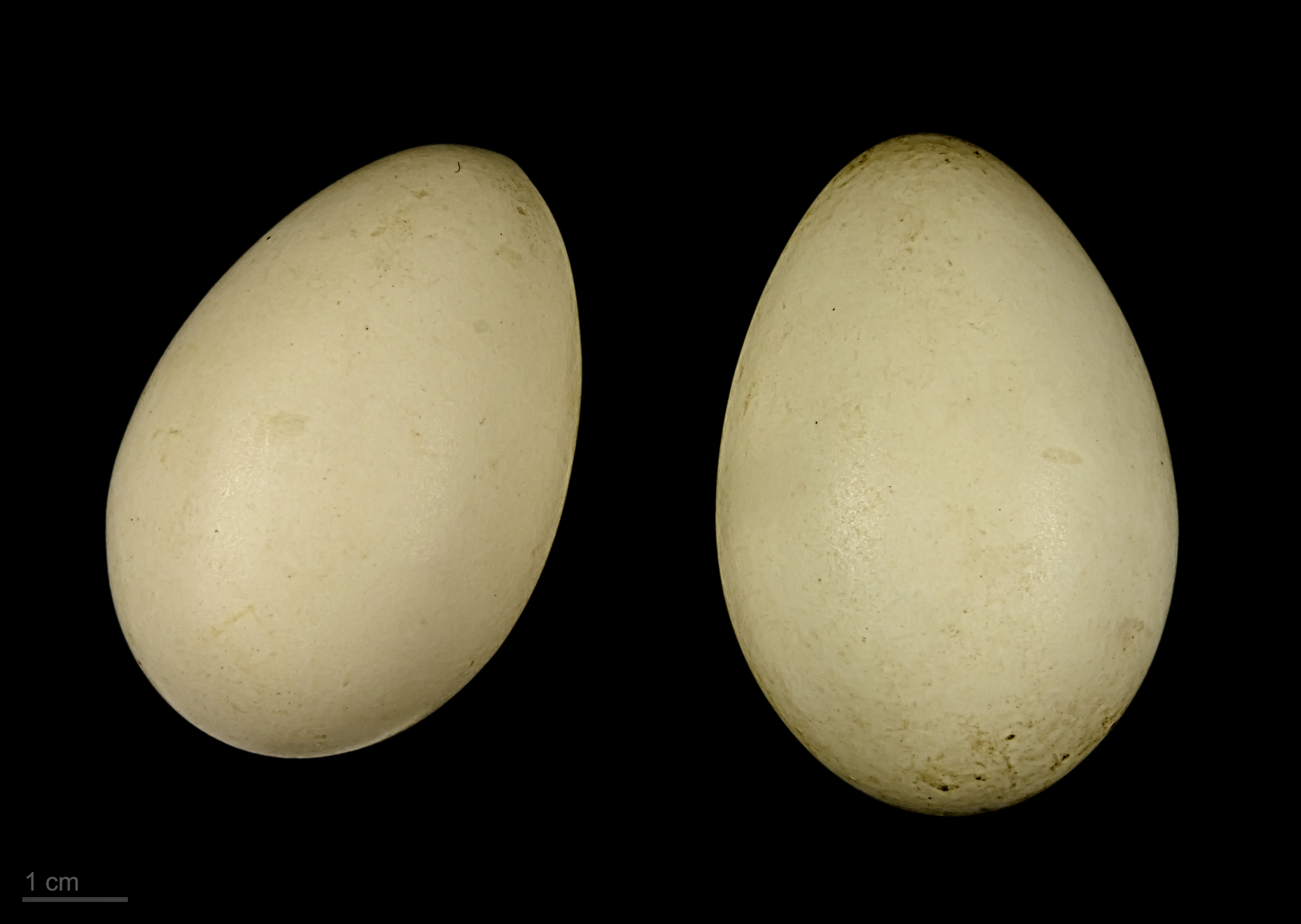
Jaja z kolekcji muzealnej

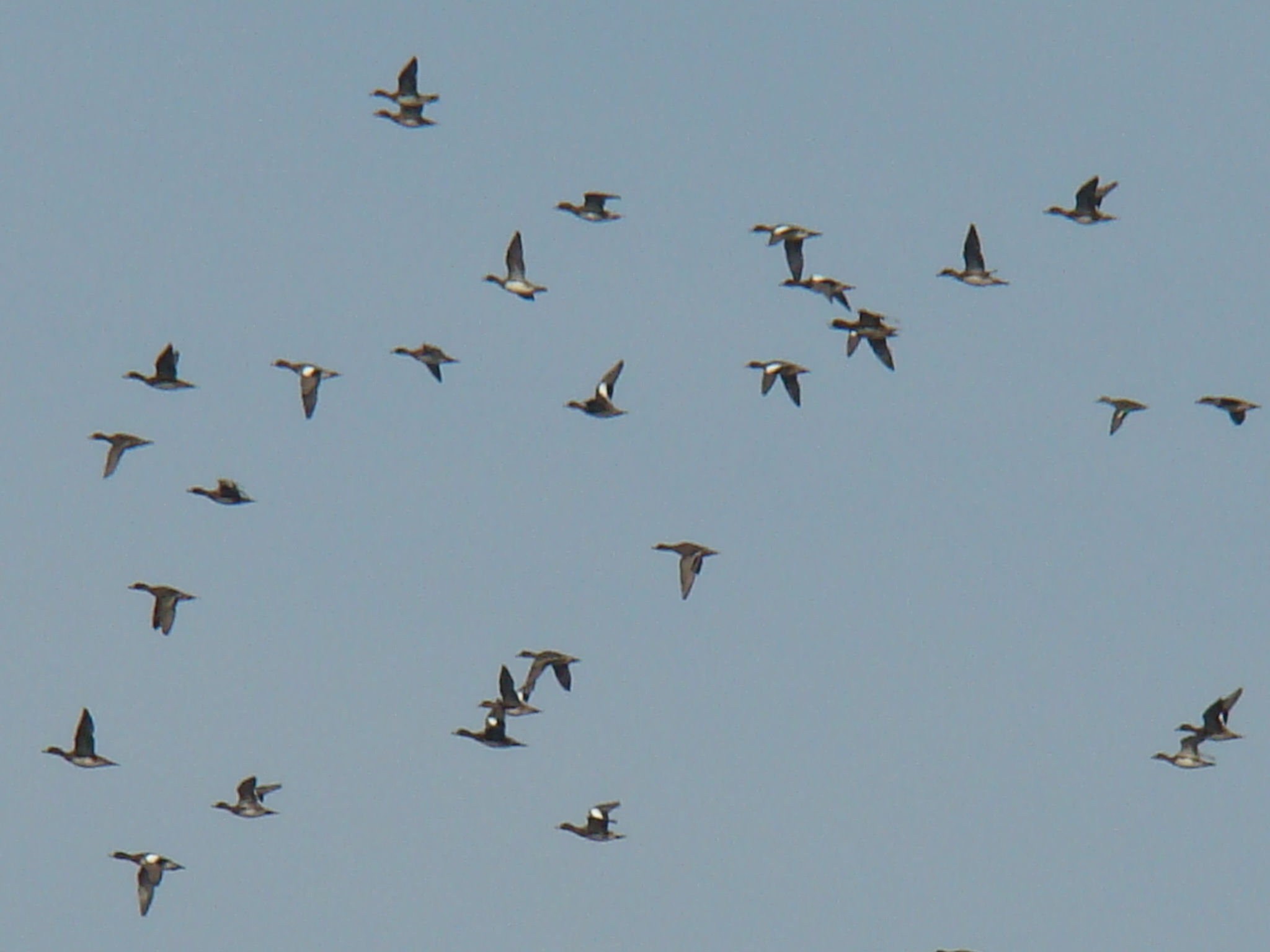
W locie u samców dobrze widoczne białe plamy na wierzchu skrzydeł

BiotopDuże jeziora, rzeki i stawy gęsto zarośnięte z oczkami czystej wody, również bagna. Spotkać go tam można zwłaszcza w okresie lęgów.
GłosU samca: gwiżdżące „fi fi” lub „fiu fiu”, u samicy: zgrzytliwe „wrrr”.
TokiPtaki dobierają się w pary już na zimowiskach. W czasie toków samiec pływa wokół samicy z nastroszonymi piórami głowy i długimi piórami na grzbiecie. Co jakiś czas zadziera głowę, wydając dźwięczny świst, od którego pochodzi jego nazwa w wielu językach, również w polskim. Świst wydobywa się z krtani, a dolny koniec tchawicy jest przedłużony w skostniałą „trąbkę” (podobnie jak u kaczorów innych gatunków). Pary łączy silniejsza więź niż u innych kaczek.
GniazdoBudowane przez samicę na ziemi, w pobliżu wody, pod krzewami lub w kępach trawy. Składa się z suchych gałązek wyścielonych puchem i drobnymi piórkami wydziobanymi z brzucha. Matka stara się ulokować gniazdo w miejscu zakrytym i w miarę niedostępnym.
JajaWyprowadza jeden lęg w roku, składając w maju – lipcu 4 do 11 jaj. Zależnie od miejsca, składa jaja w innym czasie, np. w Wielkiej Brytanii składa jaja już od kwietnia.
Okres lęgowyJaja wysiadywane są przez okres 22–28 dni przez samicę, zaś samiec pozostaje w pobliżu. Po wylęgu w czerwcu bierze udział w opiece nad młodymi, choć główną rolę pełni tu samica. Pisklęta opuszczają gniazdo po 1 dniu, kiedy to matka prowadzi je nad wodę i do rodziny dołącza samiec. W puchu są podobne do kacząt krzyżówek, ale są rude i bez plam wokół uszu. Zdolność lotu zdobywają po około 45 dniach. Przed jesiennymi odlotami świstuny zbierają się w małe stada i odlatują czasami wraz z innymi kaczkami.
PożywienieRoślinne, głównie zielone części roślin wodnych. Mięczaki stanowią tylko dodatek.

## Status i ochrona
W Czerwonej księdze gatunków zagrożonych Międzynarodowej Unii Ochrony Przyrody świstun nieprzerwanie od 1988 roku klasyfikowany jest jako gatunek najmniejszej troski (LC – Least Concern). Liczebność światowej populacji, według szacunków organizacji Wetlands International z 2015 roku, mieści się w przedziale 2,8–3,3 miliona osobników. Globalny trend liczebności populacji uznawany jest za spadkowy, choć niektóre populacje mogą być stabilne lub rosnąć.
W Polsce objęty ochroną gatunkową ścisłą. Na Czerwonej liście ptaków Polski sklasyfikowany został jako gatunek krytycznie zagrożony (CR).